# Agathis cylasovora
Agathis cylasovora är en stekelart som först beskrevs av Sievert Allen Rohwer 1923.  Agathis cylasovora ingår i släktet Agathis och familjen bracksteklar. Inga underarter finns listade i Catalogue of Life.